# 德斯科贝图
德斯科贝图是巴西米纳斯吉拉斯州的一个市镇。总面积213.198平方公里，总人口4876人，人口密度22.9人/平方公里。